# بلندی‌های کولیما
بلندی‌های کولیما (روسی: Колымское нагорье) یک کوهستان در استان ماگادان کشور روسیه است.